# John J. Cornwell
John Jacob Cornwell, född 11 juli 1867 i Ritchie County i West Virginia, död 8 september 1953 i Cumberland i Maryland, var en amerikansk politiker (demokrat). Han var West Virginias guvernör 1917–1921.
Cornwell efterträdde 1917 Henry D. Hatfield som guvernör och efterträddes 1921 av Ephraim F. Morgan.
Cornwells grav finns på Indian Mound Cemetery i Romney i West Virginia.